# Sybra flava
Sybra flava là một loài bọ cánh cứng trong họ Cerambycidae.